# 10775 Leipzig
10775 Leipzig (1991 AV2) là một tiểu hành tinh vành đai chính được phát hiện ngày 15 tháng 1 năm 1991 bởi F. Borngen ở Tautenburg. Nó được đặt theo tên thành phố Leipzig.